# C/1963 R1 (Pereyra)
C/1963 R1 (Pereyra) ist ein Komet, der im Jahr 1963 mit dem bloßen Auge gesehen werden konnte. Er gehört zur Kreutz-Gruppe der sonnenstreifenden Kometen.

## Entdeckung und Beobachtung
Am 23. August 1963 war der Komet noch unbeobachtet ab etwa 22:20 Uhr UT für etwa 45 Minuten von der Erde aus gesehen vor der Sonne vorübergegangen. Entdeckt wurde der Komet erst am Morgen des 14. September durch Zenón M. Pereyra an der Sternwarte in Córdoba (Argentinien). Er beobachtete eine Helligkeit von 2 mag und einen Schweif von über 1° Länge. Am folgenden Tag wurde der Komet dort auch erstmals fotografiert.
Am 16. September wurde der Komet von einem Beobachter in Kalifornien mit einem Fernglas in der hellen Morgendämmerung gesehen. Die Helligkeit wurde zu 6 mag und die Schweiflänge auf über 10° geschätzt. Der Schweif soll dabei im Fernglas „eine geisterhafte Erscheinung“ gehabt und „wie ein schwacher Suchscheinwerfer“ ausgesehen haben. Auch am 17. September gab es noch weitere unabhängige Entdeckungen, u. a. durch John Caister Bennett in Südafrika.
Im weiteren Verlauf des Septembers sank die Helligkeit des Kometen weiter bis auf etwa 8 mag, während die Länge des Schweifs auf etwa 1° zurückging. In den folgenden Monaten verblasste der Komet rasch, die letzte Beobachtung gelang Elizabeth Roemer in Flagstaff am 18. Dezember.
Der Komet erreichte eine maximale Helligkeit von 2 mag.

## Wissenschaftliche Auswertung
Die ersten brauchbaren Bahnelemente für den Kometen in Form von parabolischen Umlaufbahnen wurden von Michael Philip Candy und Leland E. Cunningham bereits im Oktober 1963 berechnet. Cunningham erkannte als erster die Ähnlichkeit der Umlaufbahn mit denjenigen anderer sonnenstreifender Kometen. In den folgenden Jahren wurden insbesondere durch Zdenek Sekanina und Brian Marsden elliptische Umlaufbahnen für den Kometen berechnet. Marsden, Sekanina und Everhart bestimmten darüber hinaus auch ursprüngliche und zukünftige Umlaufbahnen.
Bereits im 19. Jahrhundert waren mehrere Große Kometen erschienen, die ähnlich nahe an der Sonne vorübergingen wie der Komet Pereyra. Die Sonnenstreifer wurden von 1888 bis 1901 sehr intensiv von Heinrich Kreutz untersucht, der vermutete, dass alle Mitglieder der später nach ihm benannten Kometengruppe von einem ursprünglichen Körper abstammten, der bei seinem Vorbeigang an der Sonne zerbrochen sei. Er identifizierte die Kometen C/1843 D1, C/1880 C1, C/1882 R1 und C/1887 B1, die sich alle in sehr ähnlichen Umlaufbahnen bewegen, als mögliche Mitglieder der Gruppe und auch im 20. Jahrhundert erschienen außer dem Kometen Pereyra noch weitere Gruppenmitglieder in Gestalt der Kometen C/1945 X1, C/1965 S1 und C/1970 K1.
Marsden hatte bereits 1967 die Bahnen der bis dahin bekannten Kometen der Kreutz-Gruppe untersucht und gezeigt, dass deren Mitglieder in zwei Untergruppen aufgeteilt werden können. Er konnte als so gut wie erwiesen ableiten, dass die Kometen der Kreutz-Gruppe Bruchstücke eines gemeinsamen Ursprungskometen gewesen sein mussten, der zuvor vermutlich in der ersten Hälfte des 12. Jahrhunderts an der Sonne vorbeigegangen war. Ob dies der bekannte Komet X/1106 C1 war, ließ sich aber zunächst nicht belegen. In der Folge gab es viele Versuche, die möglichen Zerfallsprozesse und resultierenden Bahnen der Sonnenstreifer theoretisch zu erfassen, insbesondere durch Sekanina und andere.
In weiteren sehr umfangreichen Untersuchungen wurden von Sekanina und Chodas neue Theorien über Ursprung und Entwicklung der Kreutz-Kometengruppe entwickelt, die derzeit den aktuellen Wissensstand wiedergeben. Demnach kann nach dem Modell der zwei Superfragmente davon ausgegangen werden, dass alle Sonnenstreifer der Kreutz-Gruppe von einem sehr großen Vorgängerkometen mit nahezu 100 km Durchmesser abstammen, der möglicherweise im späten 4. Jahrhundert oder frühen 5. Jahrhundert einige Jahrzehnte vor seinem damaligen Vorbeigang an der Sonne in zwei etwa gleich große Teile zerbrochen ist. Die beiden Superfragmente vollführten einen weiteren Umlauf um die Sonne und Superfragment I erschien wieder im Jahr 1106 als der berühmte Sonnenstreifer X/1106 C1. Superfragment II erschien nur wenige Jahre früher oder später, entging aber durch ungünstige Sichtungsbedingungen offenbar der Beobachtung, da es darüber keine Berichte gibt. Beide Superfragmente zerbrachen kurz nach ihrem damaligen extrem nahen Vorbeigang an der Sonne, innerlich geschädigt durch die enormen Gezeitenkräfte, erneut in weitere Bruchstücke (Kaskadierende Zersplitterung): Superfragment II zerfiel in fünf weitere Teile, die beiden größten davon erschienen später wieder als die Kometen C/1882 R1 und C/1965 S1, während die anderen drei Teile jeweils zu unterschiedlichen Zeitpunkten in weitere Fragmente zerfielen. Der Komet Pereyra entstand möglicherweise um 1847 bei einem solchen Zerfallsvorgang.

## Umlaufbahn
Für den Kometen konnte Marsden aus 33 Beobachtungsdaten über einen Zeitraum von 94 Tagen unter Berücksichtigung der Bahnstörungen durch alle Planeten Bahnelemente bestimmen, die auch in der Infobox angegeben sind. Danach bewegt sich der Komet in einer extrem langgestreckten elliptischen Umlaufbahn, die um rund 145° gegen die Ekliptik geneigt ist. Der Komet läuft damit im gegenläufigen Sinn (retrograd) wie die Planeten durch seine Bahn. Im sonnennächsten Punkt der Bahn (Perihel), den der Komet am 23. August 1963 durchlaufen hat, befand er sich mit etwa 758.000 km Sonnenabstand nur knapp 1/10 Sonnenradius über deren Oberfläche. Bereits am 6. August war er in etwa 83,8 Mio. km an der Venus vorbeigegangen und 1 ½ Stunden vor seinem Periheldurchgang hatte er mit 1,00 AE/150,1 Mio. km Abstand seine größte Nähe zur Erde erreicht. Am 29. August erfolgte noch eine weitere Annäherung an die Venus bis auf etwa 84,5 Mio. km Abstand.
Nach neueren Untersuchungen ist der Komet wahrscheinlich ein Bruchstück eines unbeobachteten Kometen, der in den ersten Jahren des 12. Jahrhunderts erschienen war. Unter dieser Randbedingung ermittelte Sekanina auf theoretischer Basis Bahnelemente („Computed Elements“), die sich nur minimal von den Bahnelementen unterscheiden, die Marsden auf der Grundlage von Beobachtungen des Kometen bestimmt hatte. Demnach hatte seine Bahn einige Zeit vor seiner Passage des inneren Sonnensystems im Jahr 1963 noch eine Exzentrizität von etwa 0,99993 und eine Große Halbachse von etwa 90 AE, so dass seine Umlaufzeit bei etwa 856 Jahren lag. Durch die Anziehungskraft der Planeten, insbesondere durch Vorbeigänge am Uranus am 27. Mai 1957 in etwa 14 AE Abstand und am Jupiter am 17. August 1963 in etwa 5 AE Abstand, wurde die Bahnexzentrizität auf etwa 0,99991 und die Große Halbachse auf etwa 82,5 AE verringert, so dass sich seine Umlaufzeit auf etwa 750 Jahre verkürzte. Wenn der Komet unverändert weiterbesteht, wird er um das Jahr 2336 den sonnenfernsten Punkt (Aphel) seiner Bahn erreichen, er wird dann etwa 24,7 Mrd. km von der Sonne entfernt sein, 171-mal so weit wie die Erde und fast 6-mal so weit wie Neptun. Der nächste Periheldurchgang des Kometen würde dann möglicherweise um das Jahr 2713 stattfinden. Aufgrund der Vorgeschichte ist aber davon auszugehen, dass für den Kometen zu jeder Zeit ein weiterer spontaner Zerfallsprozess stattfinden kann.